# Simulium diaznajerai
Simulium diaznajerai es una especie de insecto del género Simulium, familia Simuliidae, orden Diptera.
Fue descrita científicamente por Vargas, 1943.